# Pentace sumatrana
Pentace sumatrana är en malvaväxtart som beskrevs av André Joseph Guillaume Henri Kostermans. Pentace sumatrana ingår i släktet Pentace och familjen malvaväxter. Inga underarter finns listade i Catalogue of Life.